# Базилика Святого Ламберта (Дюссельдорф)
Базилика Святого Ламберта (нем. Basilika St. Lambertus) — католический храм в Дюссельдорфе (Германия), является его наиболее старым сооружением, включающим в себя множество культурных и религиозных достопримечательностей.

## История
В VIII веке на месте впадения речки Дюссель в Рейн, святой Виллеик основал небольшую часовню, освящённую в честь святого миссионера Ламберта, епископа Маастрихтского. От того первого культового сооружения Дюссельдорфа до настоящего времени ничего не дошло.
В XIII веке на месте первой часовни была отстроена в романском стиле деревенская церковь. 1288 год стал знаковым в истории города. Тогда на поле при Воррингене состоялось кровопролитнейшее сражение, в котором противостояли граф Адольф V фон Берг (к его войску присоединились свободные горожане Кёльна и жители деревни Дюссель) и кёльнский архиепископ Зигфрид Вестербургский. Победу в сражении одержал граф Адольф. В качестве благодарности он даровал деревне Дюссель статус города, хотя Кёльн был категорически против этого. Документ был подписан 14 августа 1288 года, а уже через месяц церковь стала преобразовываться в центр нового города, правда уже в качестве монастырского сооружения.
Граф Адольф V фон Берг в течение всей жизни проявлял повышенный интерес к постройке города Дюссельдорф и жертвовал большие суммы на постройку центральной церкви города.
Но по-настоящему город стал расти только с 1380 года. Тогда Бергское наследство досталось герцогу Вильгельму I, решившему сделать Дюссельдорф своей резиденцией. Современная церковь была освящена 13 июля 1394 года в честь Божьей Матери. В качестве покровителей церкви были признаны святые Ламберт, Аполлинарий, Фома и Панкратий. В церкви хранилось множество церковных реликвий и святых мощей, поэтому в конце XIV века церковь стала одной из самых посещаемых паломниками церквей прирейнских земель.
Но церковь знаменита не только христианскими делами. В ней дважды происходили важные светские события. В 1585 году она стала центром празднования свадьбы герцога Яна Веллема с Якобой Баденской, а в 1592 году в ней был захоронен герцог Вильгельм V.
С 31 августа 1805 года церковь вновь освящена в честь святого Ламберта.
С 1974 года церкви присвоен папский титул малой базилики.

## Произведения церковного искусства
- Чудотворное изображение Богородицы («Мария победительница»), 1100 год.
- Чудотворное изображение Богородицы («Мария скорая помощница»), 1334 год.
- Готическая Дарохранительница, конец XV века.
- Надгробье герцога Вильгельма V в склепе герцогов Бергских, 1596—1599 годы.
- Саркофаг с мощами святого Аполлинария Равеннского, являющегося с 1394 года покровителем Дюссельдорфа. Частица мощей святого передана в церковь Святого Аполлинария (Дюссельдорф).
- Мощевик с головой святого Виллеика, второго после Свитберта святого Дюссельдорфа.
- Главный вход (портал) работы Эвальда Матаре.
- Голгофа с внешней северной стороны церкви

## Мощи святых
Кроме мощей святого Аполлинария Равеннского и Виллеика Кайзерсвертского, в алтарной части базилики хранятся в доступном для почитания виде мощи святых:
- преподобной Одилии Хоэнбургской (Эльзасской);[1]
- мученика Патрокла Трикассинского (Труасского), прославленного также православной церковью;[2]
- святителя Серватия Маастрихтского;
- святителя Ламберта Маастрихтского;
- мучеников, спутников святой Урсулы;
- мучеников Фивейского легиона.